# 모지스 오그부
모지스 오워이초 오그부(Moses Owoicho Ogbu, 1990년 2월 7일 ~ )는 나이지리아의 축구 선수이다. 포지션은 공격수이다. 현재 중국 갑급리그의 난징 시티 소속이다. 스웨덴 국적도 가지고 있다.